# 播磨橫田站
播磨橫田站（日语：／ Harimayokota eki */?）是位於兵庫縣加西市西橫田町字下毛田，北條鐵道的北條線車站。此站是北條線內唯一由國鐵建造的車站。此站最接近北條高校、播磨農業高校。
義務站長會在車站大樓開設了小型圖書館。
另外，在毎個月第2和第4個星期日，於站內舉行繪畫「框架圖」活動 （页面存档备份，存于）。也會不定期舉行低音提琴演奏會。

## 歷史
在北條線的前身私鐵播州鐵道（後來為播丹鐵道）的時代，於此站附近曾經開設橫田村停留場（日语：／）。停留場在1916年（大正5年）6月3日開設，距離長站1.0英里（約1.6公里），距離北條町站1.4英里（約2.2公里）。停留場在1921年（大正10年）5月9日暫停營業，並在1934年（昭和9年）4月5日廢止。隨後鐵路線由國鐵繼承。
在日本國有鐵道（國鐵）時代，於1961年（昭和36年）10月1日，鐵道管理局再次開設橫田臨時乘降場，於12月20日正式升級為播磨橫田站。在1985年（昭和60年）4月1日，北條線由第三部門鐵路公司北條鐵道繼承。當時車站距離北條町站的營業距離由2.4公里改為2.3公里。
隨著廁所老化，於2013年（平成25年）6月重建廁所。在9月20日，西式廁所（濕廁）完成。車站大樓也在2014年（平成26年）7月開始建造，於10月尾落成，11月3日舉行完成紀念典禮。
- 1916年（大正5年）6月3日 - 播州鐵道開設橫田村停留場[1]。
  - 當時車站位於兵庫縣加西郡賀茂村（日语：賀茂村 (兵庫県)）西橫田字下毛田。
- 1921年（大正10年）5月9日 - 車站暫停營業[1]。
- 1934年（昭和9年）4月5日 - 車站廢止[1]。
- 1955年（昭和30年）1月15日 - 隨著北條町（日语：北条町 (兵庫県)）（第2次）成立，車站地址變為兵庫縣加西郡北條町西橫田字下毛田。
- 1961年（昭和36年）
  - 10月1日 - 國鐵開設橫田臨時乘降場[1]。
  - 12月20日 - 升級至播磨橫田站[1]。當時是旅客車站。
- 1967年（昭和42年）4月1日 - 隨著加西市成立，車站地址變為現址。
- 1985年（昭和60年）4月1日 - 北條線由北條鐵道接管[5]。
- 2013年（平成25年）9月20日 - 廁所重建工程完成[3]。
- 2014年（平成26年）11月3日 - 舉行新車站大樓落成紀念典禮[4]。

## 車站構造

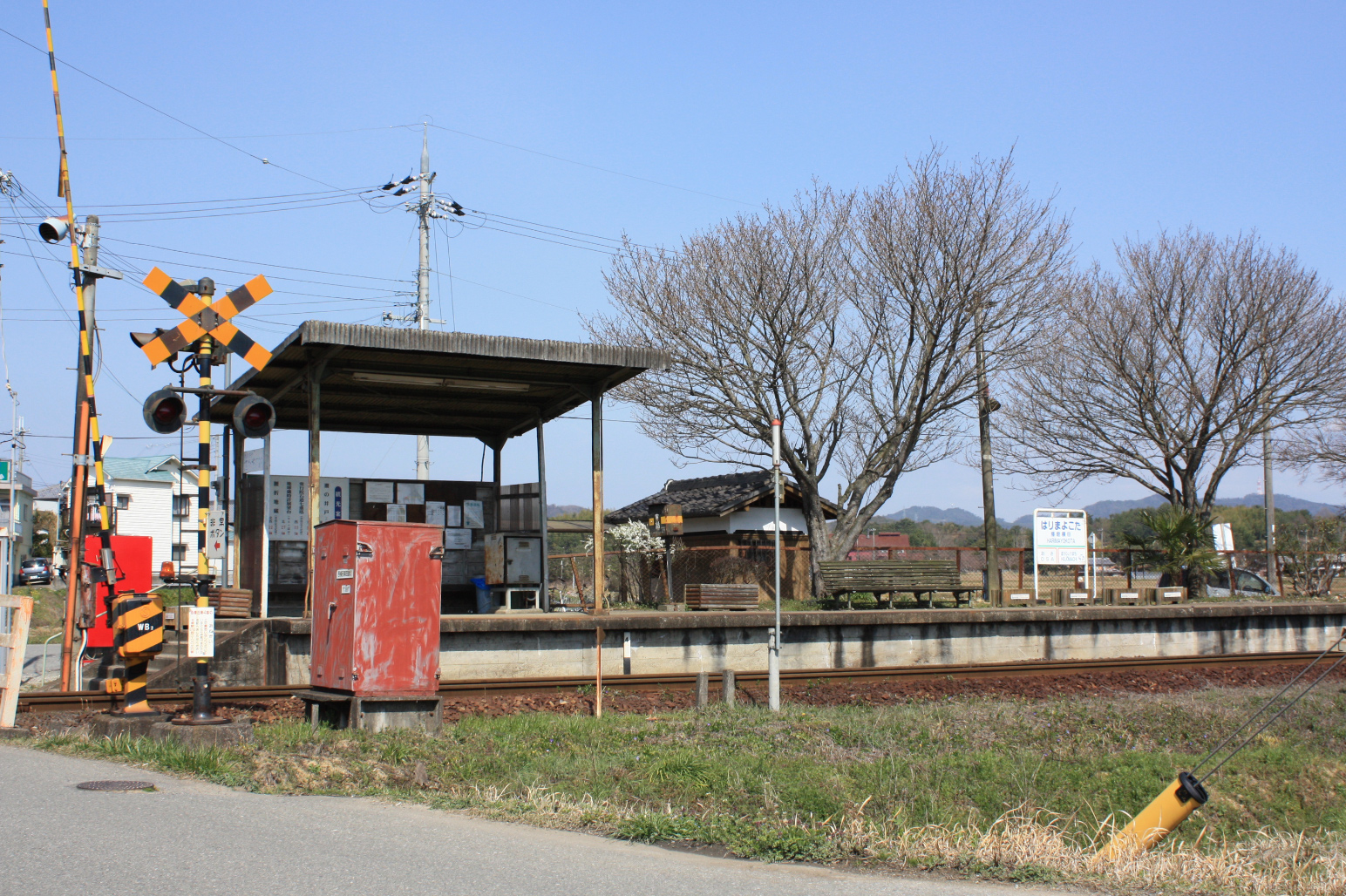
未有車站大樓前的播磨橫田站（2010年）

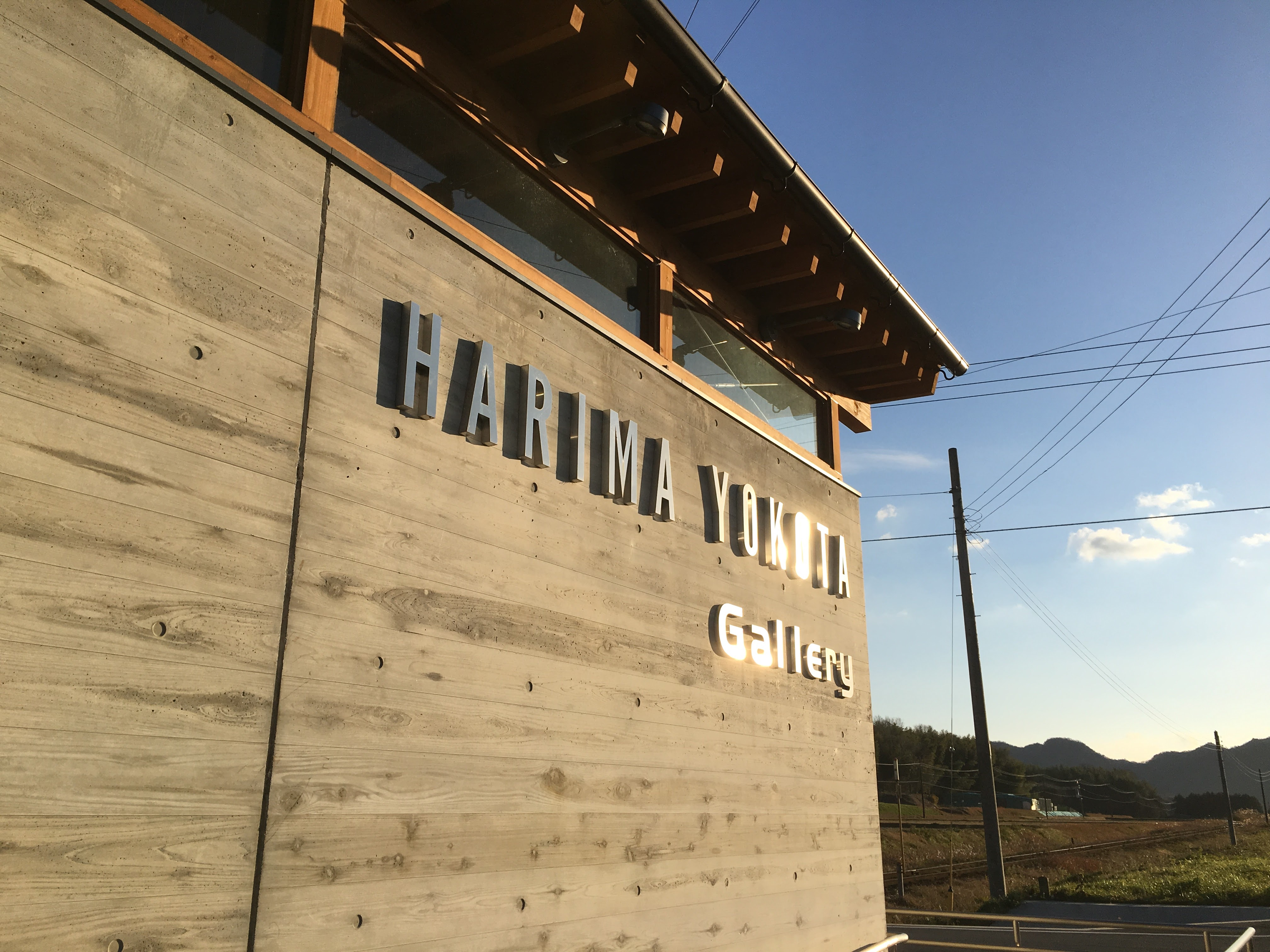
車站大樓牆身

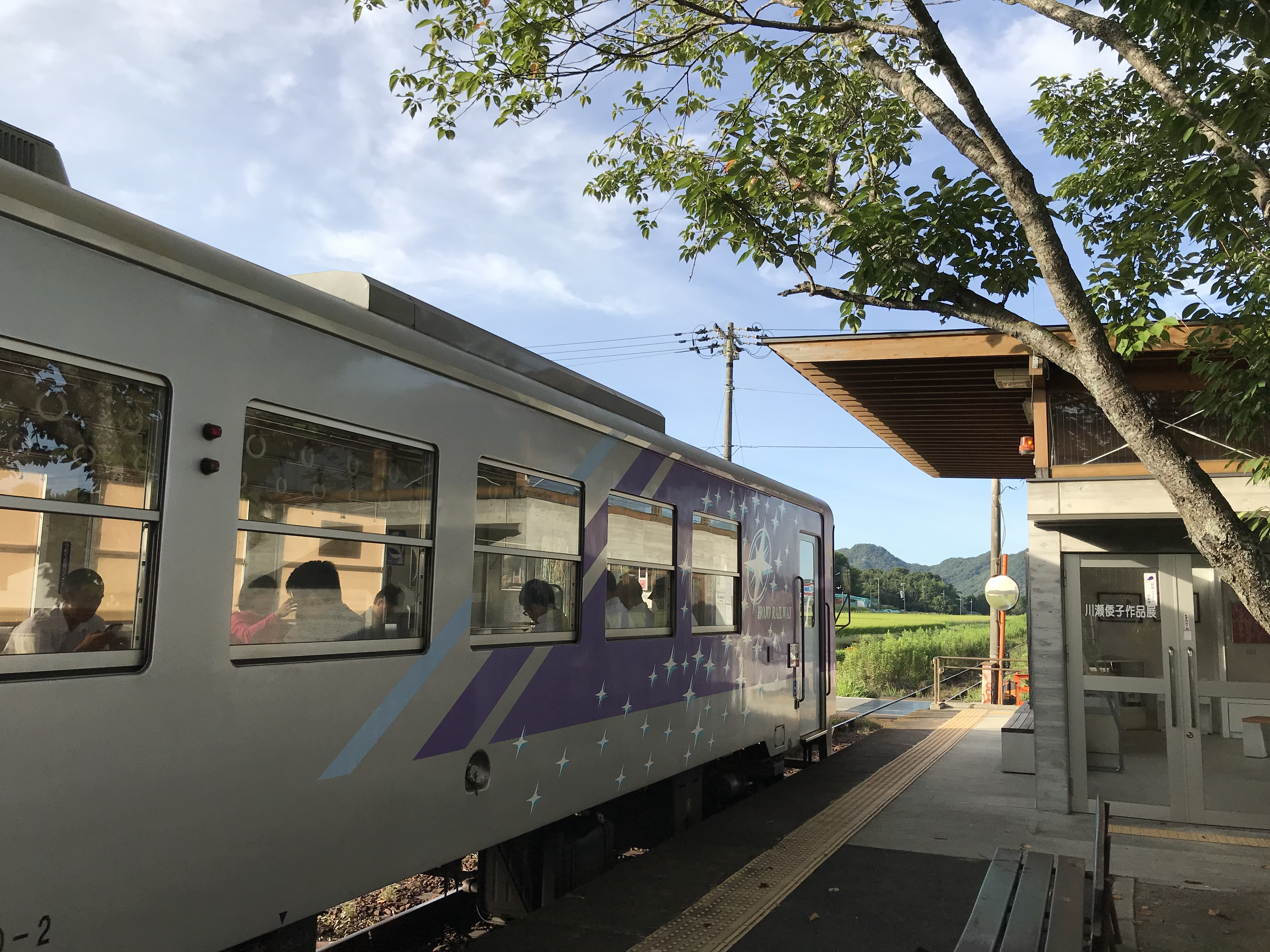
月台

車站是一座地面車站，設有1面1線的單式月台。車站大樓是一座一層高的鋼筋混凝土建築物，部分位置是木製。建築物長7.2米，深5.5米。車站大樓內有一些畫作展示。

## 時間表
在平日每日設有22班列車，假日則設有17班。
在2020年8月前，不論平日或假日，日間毎小時設有1班列車，一日共有17班列車。

## 利用狀況
| 1日上下車人次 | 1日上下車人次 |
| 年度          | 1日平均人次   |
| ------------- | ------------- |
| 2011年        | 50            |
| 2012年        | 60            |
| 2013年        | 60            |
| 2014年        | 65            |
| 2015年        | 68            |
| 2016年        | 44            |
| 2017年        | 52            |
| 2018年        | 54            |

## 車站周邊
此站附近有較多農田。
- 播州東洋高爾夫倶樂部（上田治設計）
- 兵庫縣立北條高等學校（日语：兵庫県立北条高等学校）
- 兵庫縣立播磨農業高等學校（日语：兵庫県立播磨農業高等学校）

## 相鄰車站
北條鐵道
北條線
長－播磨橫田－北條町

## 注腳
1. 1 2 3 4 5 6 7 8 9 10 11 12 13 14  . 神戸新聞総合出版センター. 2011-12-15: 225. ISBN 9784343006028 （日语）.
2. 1 2  《停車場変遷大事典 国鉄・JR編》JTB 1998年
3. 1 2   (PDF). 加西市.   [2014-11-03]. （原始内容存档 (PDF)于2015-09-23） （日语）.
4. 1 2  . 神戶新聞NEXT. 2014-11-03  [2014-11-03]. （原始内容存档于2014-11-03） （日语）.
5. ↑  曾根悟（監修）. 朝日新聞出版分冊百科編集部（編集） , 编. . 週刊朝日百科. 14号 神戸電鉄・能勢電鉄・北条鉄道・北近畿タンゴ鉄道. 朝日新聞出版. 2011-06-19: 19 （日语）.
6. ↑  北條鐵道. .   [2015-12-18]. （原始内容存档于2021-06-24） （日语）.
7. ↑  国土数値情報(駅別乗降客数データ)  （页面存档备份，存于）（日語） - 國土交通省，2020年9月11日參閲

## 外部連結
- 播磨橫田站 （页面存档备份，存于） - 北條鐵道官網（日語）